# Puzz Loop
Puzz Loop ist ein erstmals 1998 als Arcadeautomat veröffentlichtes Geschicklichkeitsspiel des japanischen Entwicklers Mitchell. Es folgte eine offizielle Arcade-Fortsetzung (2001) und Portierungen sowie Varianten (auch Klone) für alle gängigen Spiele-Plattformen. Zuletzt ist es 2006 als Actionloop für das portable System Nintendo DS erschienen. Besonderheit dieser Version ist die Unterstützung eines Rumble Paks, das dem Spieler haptische Rückmeldung liefert (Force Feedback).

## Spielprinzip
Im Spiel rollen verschiedenfarbige Murmeln auf einer vorgegebenen Strecke in Richtung eines Lochs. Der Spieler muss vermeiden, dass die Murmeln in dieses Loch fallen, denn dann hat er das Spiel verloren. Dazu verfügt er seinerseits über farbige Murmeln, die er zwischen die rollenden Murmeln einfügen kann. Wenn sich dann drei oder mehr gleichfarbige Murmeln hintereinander befinden, so werden diese automatisch getilgt, und gerade dies versucht der Spieler möglichst schnell und oft zu erreichen, so dass alle Murmeln verschwunden sind, ehe sie das Loch erreicht haben. Die Levels unterscheiden sich vor allem in dem Pfad, auf dem die Murmeln laufen.

## Portierungen und Varianten
Auswahl:
- 1999 als Ballistic für Game Boy Color, PlayStation[1]
- 2000 als Ballistic für DVD-Player mit Nuon-Technologie[2]
- 2003 als Zuma für diverse Plattformen (Windows, Mac OS X, Handy, iPod, Flash, PlayStation 3)
- 2005 als Luxor für Windows, Mac OS X, Xbox Live Arcade (2009 auch für iOS)
- 2006 als Actionloop in der Touch!-Generations-Reihe für Nintendo DS (in Japan als Shunkan Puzzloop, in Nordamerika als Magnetica)
- 2008 als StoneLoops! of Jurassica für Windows, Mac OS X (2009 auch für iOS)
- 2009 als Zuma's Revenge für diverse Plattformen (u. a. Windows, Mac OS X, Handy, Ovi, Flash)
- 2010 als Sparkle für iOS (bereits früher für Windows, Mac OS X)